# Phryganoporus davidleei
Phryganoporus davidleei är en spindelart som beskrevs av Gray 2002. Phryganoporus davidleei ingår i släktet Phryganoporus och familjen Desidae. Inga underarter finns listade i Catalogue of Life.